# ジョゼフ・マクモニーグル
ジョゼフ・マクモニーグル（Joseph McMoneagle, 1946年1月10日 - ）は、元陸軍諜報局に務めていた情報官。スタンフォード研究所に配属され、米軍のための遠隔透視のプログラムに従事。フロリダ州マイアミ出身。愛称はジョー。日本での通称はマクモニーグルになっているが、マクモナゴが英語の原音により忠実な日本語表記である。

## 人物

### 自称
著書において、アメリカ陸軍がかつて極秘裏に進めていた軍事遠隔透視計画「スターゲイト・プロジェクト」に「被験者第001号」として参加、数々の諜報作戦における功績が認められ、勲功賞を授与されたと自称。またその透視能力において、過去に雑誌ではニューズウィーク、タイム、リーダーズ・ダイジェスト、テレビでは『ナイトライン』（ABC）、『48 Hours』（CBS）などで取り上げられたとされる。しかし現在では日本におけるテレビ出演が圧倒的に多く、日本テレビ系列の特別番組「FBI超能力捜査官」の出演が大半を占める。2009年、森永製菓ダースのCMに出演。Webサイトには、ジョーと共に失踪事件の解決をするゲームがある。

### 疑惑
以上は彼自身が日本の書籍で主張するプロフィールである。しかし、彼のWebサイトには、FBIについてのことは一切書かれていない。FBIで働いたことがないからと思われる。最近のメディア露出はほとんど日本の番組であり、ABCに出演したりニューズウィークに取り上げられたのは1995年前後に一度あっただけのようで最近のことではない。Time誌やCBSについては記述すらない。
なおFBIには「FBI超能力捜査官」という役職は実在しない（FBI Special Agentつまり特別捜査官となるには修士号レベルの専門知識・技能が要求される）。また、無関係な者がFBI捜査官を称することは禁止されている。実際のところ、FBIからの依頼を受けたことのある透視家（psychic investigator=「サイキック捜査を行う専門家」。「捜査官」という官職ではない）といったところだろう。「FBI超能力捜査官」は、「FBI」と「Psychic Investigator」の誤訳を合せて、日本の出版社・マスコミが与えた名称であって、本人は名乗っていない。

### 未来の透視
彼は以下のような予言を著書の中でしている。彼の透視する未来や過去の年代には前後数年の誤差があり得るとの説明がなされており、未来が変わることも充分にあり、悪い未来についてはその未来が変わってくれる方が良いとも書いている。
- 2008年夏 - 11.2mの津波、2018年秋、10.5mの3件を透視。
- 2007年晩秋 - 高槻市、震度6から、2018年、晩夏　東京都　6弱まで4件。
- 2006年後半、中東で起きる戦争が原因で、米国市場暴落 P133
  - 2006年6月28日 - イスラエル軍ガザ侵攻
  - 2006年7月12日 - イスラエル軍ヒズボラ侵攻
  - 2006年8月5日 - イスラエル軍ベイルート攻撃
- 2015年までにアジアの大都市のひとつで大地震 P155
  - 2011年3月11日 - 東北地方太平洋沖地震（被災地に含まれる大都市として仙台市があげられるが、被災地の多くは地方都市である）
- 2011年までに起きる自然災害によって新東京タワーは完成が2年遅れ、それに伴い完成時の高さが当初の計画より高くなる P182
  - 2011年3月12日 - 東日本大震災の影響で年末の竣工予定が2ヶ月遅れ、高さも予定より高く完成した。
- 2020年までにアジア全域で英語が共通の主要言語に（日本ではビジネス界）P192